# 蒲田車掌区
蒲田車掌区（かまたしゃしょうく）は、東京都大田区にある東日本旅客鉄道（JR東日本）東京支社の車掌が所属する組織である。2016年3月25日をもって蒲田電車区と統合、大田運輸区となった。

## ホームページの開設
1999年頃から2001年頃にかけて、蒲田車掌区ホームページが開設されていた（現在は閉鎖）。
| スタブアイコン | サブスタブ | この項目は、まだ閲覧者の調べものの参照としては役立たない、鉄道に関連した書きかけの項目です。この項目を加筆・訂正などしてくださる協力者を求めています（P:鉄道/PJ:鉄道）。 |